# Neurology
Neurology er et amerikansk lægevidenskabeligt tidsskrift indenfor neurologi. 
Det udgives af American Academy of Neurology. 

## Ekstern henvisning
- http://www.neurology.org/

| Lægevidenskab | Spire Denne artikel om lægevidenskab er en spire som bør udbygges. Du er velkommen til at hjælpe Wikipedia ved at udvide den. |